# Deux tours du temple Chongxing de Beizhen
Les deux tours du temple Chongxing (chinois : 崇兴寺双塔 ; pinyin : chóngxīng sì shuāng tǎ ; litt. « double tours du temple Chongxing »), sont situées au Nord du centre urbain, de Beizhen, sur le territoire de la ville-préfecture de Jinzhou, dans la province du Liaoning, en République populaire de Chine.
Elles sont inscrites sur la liste des sites historiques et culturels majeurs protégés au niveau national, pour la province du Liaoning, depuis le 13 janvier 1988, sous le numéro 3-151.

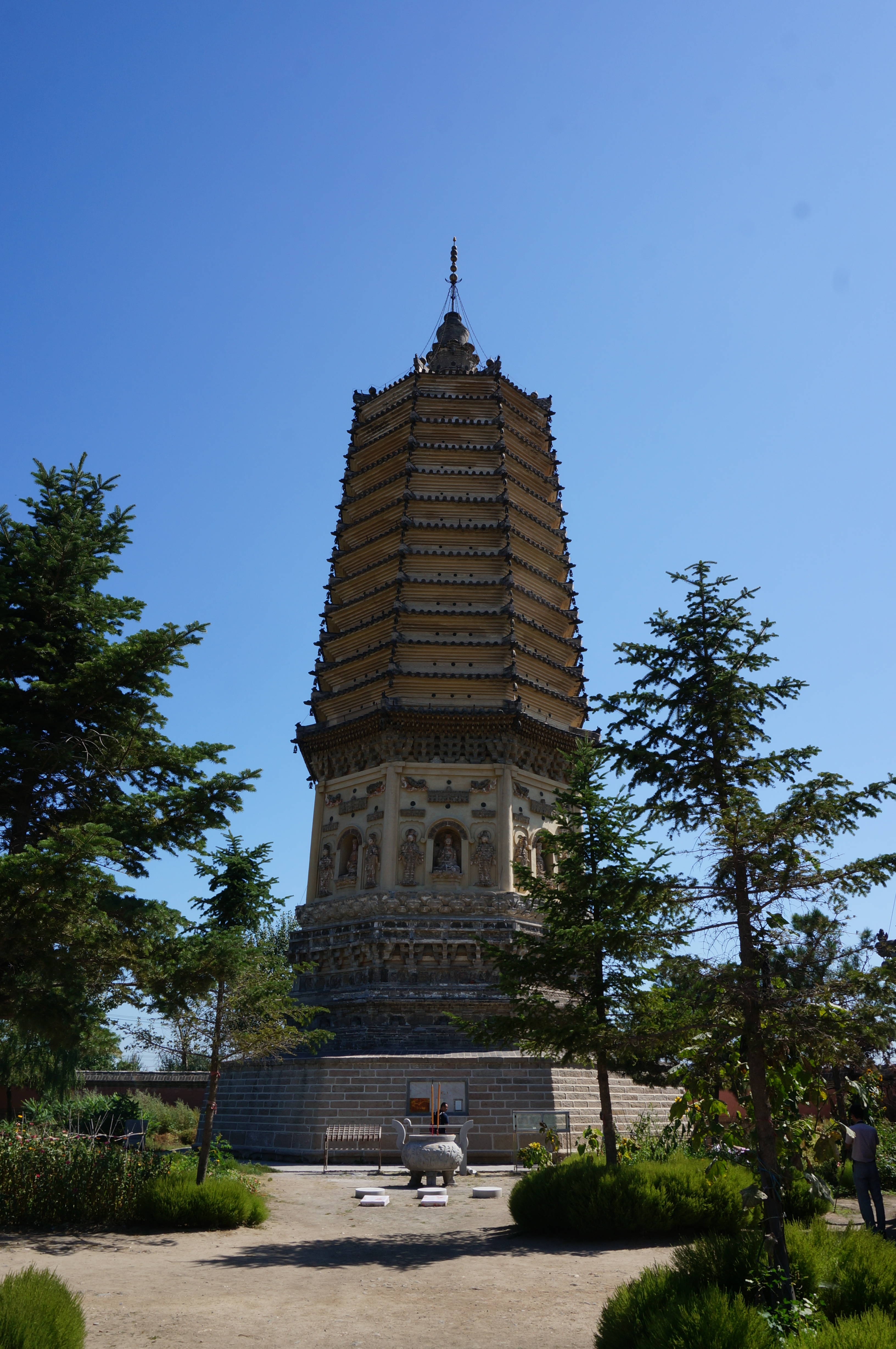
Tour Est.